# Михайло Лалич
Михайло Лаліч (7 жовтня1914, Трепча (Чорногорія) — 30 грудня 1992, Белград) — чорногорський письменник, сценарист та журналіст.

## Біографія

### Молоді роки
Народився у селянській родині. Рано осиротів. Після закінчення середньої школи з 1933 року вивчав право в Белградському університеті. Грошей на навчання та й просто на життя не вистачало, він шукав різні підробітки. Й одного разу зрозумів, що заробляти можна не лише важкою фізичною працею, але й розумовою. З 1934 почав публікувати в сербській пресі критичні статті, оповідання та новели. І тоді його зацікавила ще й політика, він став членом організації, де вивчалися твори Маркса й Леніна. Влада неодноразово заарештовувала його, так само як і інших відомих членів цього гуртка.

### Друга світова війна
Коли почалася війна, Лалич повернувся до Чорногорії та приєднався до партизанів. У 1942 р.він втратив зв'язок із загоном та потрапив у полон до четників, які передали його німцям. Відбував покарання у Салоніках, але згодом втік та знову повернувся на батьківщину.

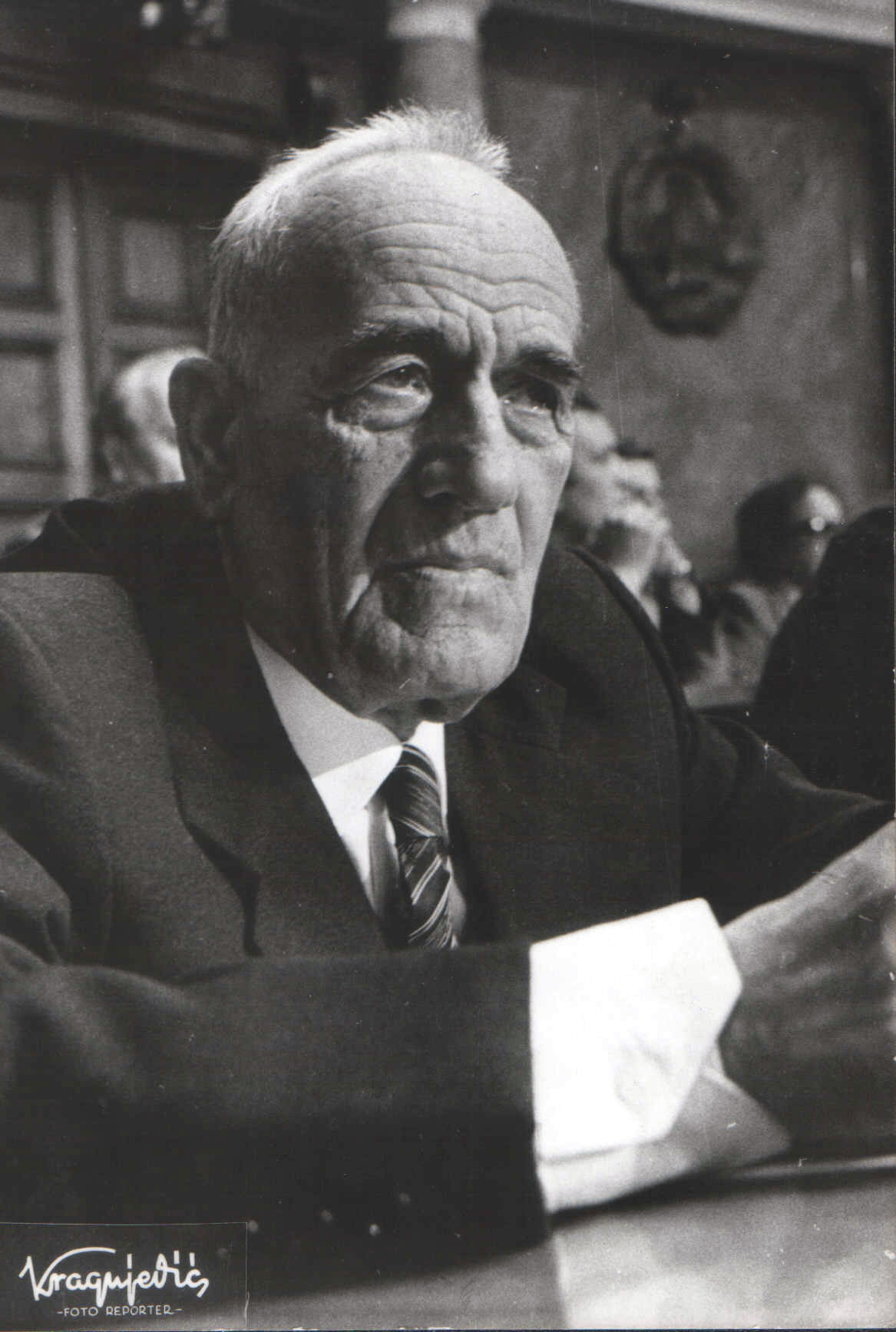
Миха́йло Ла́ліч на марці Югославії 1999 р.

### Після війни
Спочатку відновив співробітництво з сербськими газетами та журналами. Потім почав писати літературні твори. В цих творах він описував війну, боротьбу з нацистами, прославляв мужність чорногорців та сербів. З 1968 р.був членом Сербської Академії наук та мистецтв, з 1973 р. — Чорногорської. Член ЦК Союзу комуністів Югославії (1986–1990).

## Творчість
Найвідоміший письменник на Балканах. Мабуть, його назвуть серед 5-10 найвидатніших письменників регіону і чорногорці, і серби, і хорвати.

### Письменник
Автор понад 12 романів (найвідоміші — «Весілля», «Зла весна», «Лелейська гора», «Розрив», «Клоччя темряви», «Облава»), кількох збірників новел («Розвідка», «Гості», «Остання висота», «Пустельна земля») та збірки віршів «Шляхи свободи».

### Сценарист
Автор сценарію фільмів «Лелейська гора» (1968), «Весілля» (1973) та Облава (1977).